# سبا ولدخان
صبا ولدخان (ولدخانی)  دانشمند ایرانی برجسته زیست‌شناسی مولکولی مقیم آمریکا است.
او که فارغ‌التحصیل دکترا از دانشگاه علوم پزشکی ایران و دانشگاه کلمبیا است، اکنون کرسی استادی دانشگاه کیس وسترن رزرو را بر عهده دارد.
صبا ولدخان برنده جایزهٔ سال ۲۰۰۵ انجمن پیشبرد علوم آمریکا گردید و جایزه مقاله برتر مجله ساینس سال ۲۰۰۴ را نیز ربود.
او همچنین از مدافعان حقوق زنان در ایران است.
او در مورد مهاجرین ایرانی گفته از موفق‌ترین مهاجرین به ایرانیان می‌شود اشاره کرد .او نیز در مورد خودش این‌گونه می‌گوید برای اهداف با اعتماد به نفس به دنبال کارها میروم و اندیشه‌های جدید و نو را پیگیری میکنم که بعضاً پاسخ‌های مثبتی را هم دریافت کردم این نیز برای موفقیت کافی است . دانشگاه‌های بسیاری به صبا ولد خان پیشنهادهایی در خصوص فعالیت حرفه‌ای او داشته‌اند .